# Luís I da Baviera
Luís I (Estrasburgo, 25 de agosto de 1786 – Nice, 29 de fevereiro de 1868) foi o Rei da Baviera de 1825 até sua abdicação em 1848 por causa das revoluções de 1848 nos Estados alemães. Era o filho mais velho do rei Maximiliano I José e sua esposa Augusta Guilhermina de Hesse-Darmstadt.

## Biografia

### Primeiros anos
Nascido em Estrasburgo, Luís era filho do então Eleitor do Palatinato Maximiliano José de Zweibrücken, e de sua primeira esposa, a princesa Augusta Guilhermina de Hesse-Darmstadt. À época de seu nascimento, seu pai servia como oficial do exército francês em Estrasburgo, recebendo seu nome em homenagem a Luís XVI de França, seu padrinho. Em 1 de abril de 1795, Maximiliano sucedeu ao irmão, Carlos II de Zweibrücken, como Duque de Zweibrücken e, em 16 de fevereiro de 1799, tornou-se eleitor da Baviera e Eleitor do Palatinato, Senescal do Sacro Império Romano-Germânico e Duque de Berg, devido à extinção da linha Sulzbach após a morte do eleitor Carlos Teodoro. Maximiliano assumiu o título de Rei da Baviera em 1 de janeiro de 1806 e Luís tornou-se seu herdeiro aparente.
Luís iniciou seus estudos em 1803 em Landshut — onde foi ensinado por Johann Michael Sailer — e em Gotinga. Em outubro de 1810, casou-se com a princesa Teresa de Saxe-Hildburghausen (1792–1854), filha de Frederico de Saxe-Altemburgo e de Carlota Jorgina de Mecklemburgo-Strelitz. Nas comemorações pelo casamento realizou-se a primeira Oktoberfest.
Luís rejeitou fortemente a aliança de seu pai com Napoleão I de França mas, apesar de sua política antifrancesa, o jovem príncipe teve que combater junto às tropas aliadas da Baviera, em 1806. Como comandante da 1ª Divisão Bávara no VII Corpo do Exército, serviu sob as ordens do marechal François Joseph Lefebvre, em 1809, lutando na Batalha de Abensberg, em 20 de abril. Em 1817, Luís esteve envolvido na queda do primeiro-ministro conde Max Josef von Montgelas. Ele sucedeu seu pai no trono em 1825.

### Reinado

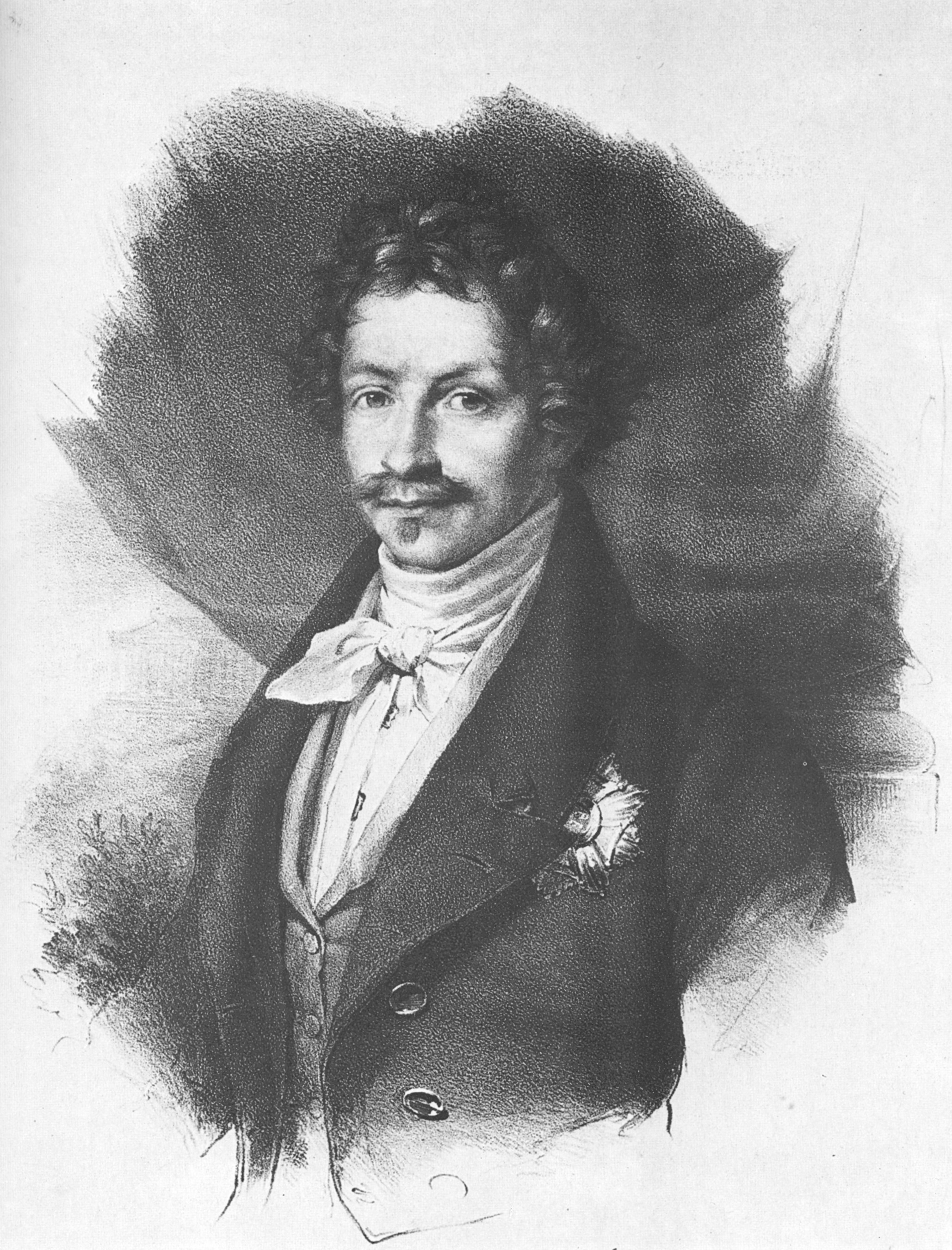
Luís I da Baviera (c. 1830)

O governo de Luís foi fortemente afetado por seu entusiasmo pelas artes e as mulheres e pela falta de limites.
Entusiasta da "Idade Média Germânica", Luís ordenou a reconstrução de vários mosteiros que haviam sido fechados durante o Mediatização Alemã. Ele reorganizou as regiões administrativas do Estado da Baviera em 1837 e reintroduziu os antigos nomes: Alta Baviera, Baixa Baviera, Francônia, Suábia, Alto Palatinado e Palatinado. Também alterou seus títulos reais para Luís, Rei da Baviera, Duque da Francônia, Duque em Suábia e Conde Palatino do Reno. Seus sucessores mantiveram esses títulos.
O plano de Luís de reunir a parte oriental do Palatinado com a Baviera não pode ser realizado. O Eleitorado do Palatinato, um antigo domínio dos Wittelsbach, foi dividido em 1815, sendo a margem oriental do Reno, com Mannheim e Heidelberg, entregue ao Grão-ducado de Baden e apenas a margem oeste entregue à Baviera. Ali, Luís fundou a cidade de Ludwigshafen, como uma rival bávara de Mannheim.
Luís também incentivou a industrialização do Estado da Baviera. Iniciou o Canal Luís entre os rios Main e Danúbio. Em 1835, foi construída a primeira ferrovia alemã, entre as cidades de Nuremberga e Fürth. A Baviera aderiu ao Zollverein em 1834.
Como amante da cultura helênica, Luís apoiou a luta pela independência grega. Seu segundo filho, Otto foi eleito rei da Grécia em 1832 e seu governo foi, inicialmente, dirigido por um Conselho de Regência formado por três oficiais da corte bávara.
Após a Revolução de Julho de 1830 na França, a sua anterior política liberal foi se tornando cada vez mais repressiva. A Hambacher Fest, em 1832, mostrou o descontentamento da população com os altos impostos e a censura.
Em 1837, a Igreja Católica Romana apoiou o movimento clerical dos Ultramontanos. Estes chegaram ao poder no parlamento bávaro e iniciaram uma campanha por mudanças na constituição, que suprimiu os direitos civis já concedidos aos protestantes, implantou a censura e proibiu a livre discussão sobre a política interna. Este regime teve vida curta devido às exigências dos ultramontanos pela naturalização da amante irlandesa de Luís I, Eliza Rosanna Gilbert (mais conhecida pelo seu nome artístico de Lola Montez). Luís ofendeu-se com a iniciativa e os ultramontanos foram derrubados.
Em 1844, Luís foi confrontado com a Münchner Bierrevolution, uma onda de protestos contra a taxação da cerveja.
Durante as Revoluções de 1848, o rei enfrentou crescentes protestos e manifestações por parte dos estudantes e da classe média. O Gabinete se voltou contra ele. Não estando disposto a governar como um monarca constitucional, Luís abdicou, em 20 de março de 1848, em favor de seu filho mais velho, Maximiliano.
Luís I morreu em Nice e foi sepultado na Abadia São Bonifácio, em Munique.

### Vida pessoal e descendência
Na vida privada Luís foi, apesar de sua condição real, modesto e sociável, sendo conhecido por seu trajar simplório, por vezes medíocre. Tinha problemas auditivos e uma marca de nascença na testa, muitas vezes escondida em retratos.
O rei teve várias amantes, como a aristocrata inglesa lady Jane Digby. Sua reputação também foi manchada pelos escândalos associados a Lola Montez, outra de suas amantes. Cronistas da época sugerem que este relacionamento contribuiu grandemente para a queda de sua popularidade entre o povo bávaro.
De seu casamento com Teresa de Saxe-Hildburghausen, teve os seguintes filhos:
- Maximiliano II da Baviera (1811-1864)
- Matilde (1806-1877), que desposou o grão-duque Luís III de Hesse-Darmstadt.
- Oto (1815-1867), que foi rei da Grécia entre 1832 e 1862.
- Teodolinda (1816-1817)
- Leopoldo (1821-1912), pai de Luís III da Baviera.
- Aldegunda (1823-1914), que desposou o duque Francisco V de Módena.
- Hildegarda (1825-1864), que desposou o arquiduque Alberto Frederico de Áustria-Teschen.
- Alexandra (1826-1875).
- Adalberto 1828-1875), desposou a infanta Amélia da Espanha.